# 馬六明
馬六明（1969年—），中國近代藝術家。以有關行為藝術的作品《芬·馬六明系列》而聞名。

## 生平

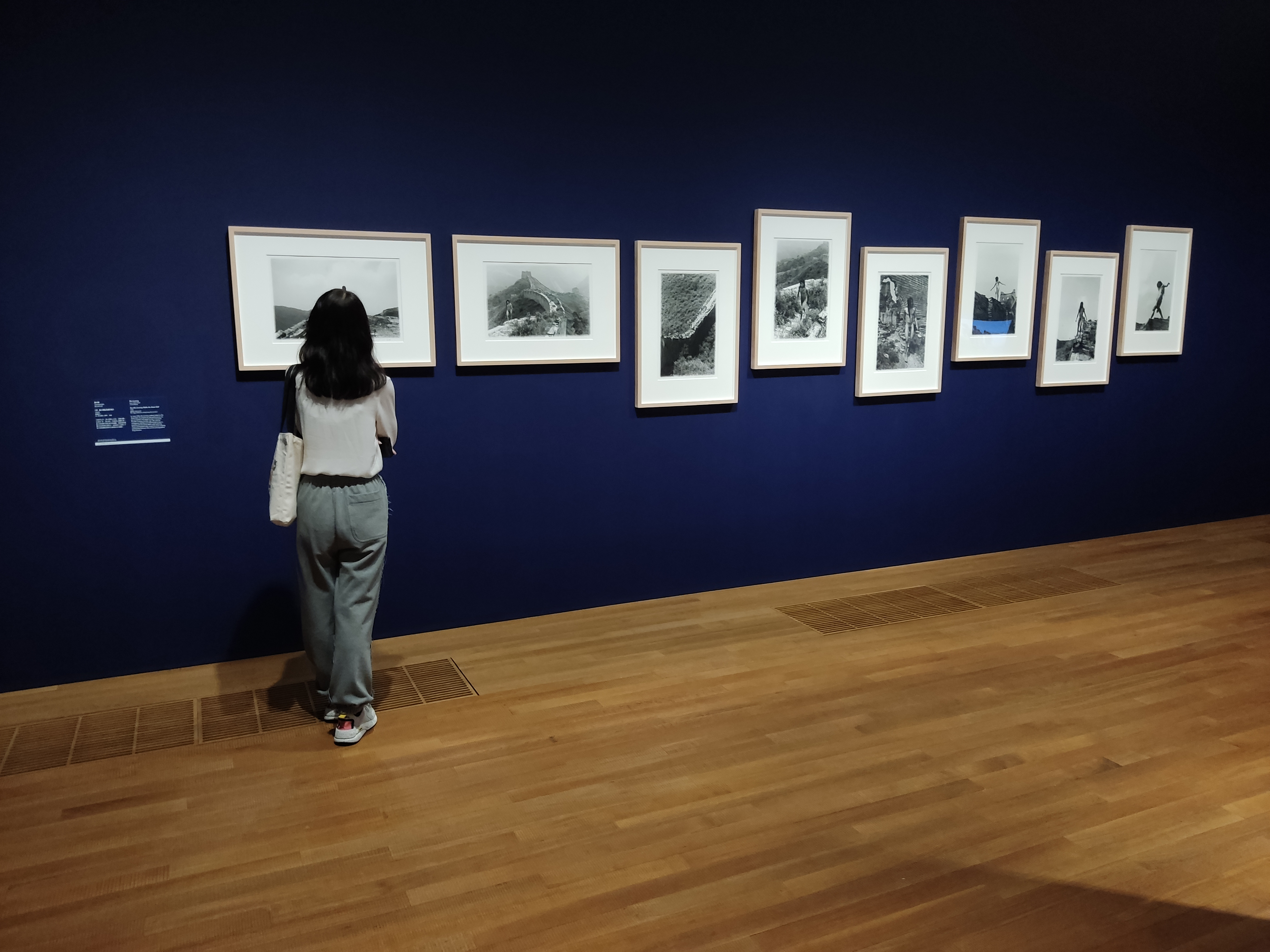
馬六明的作品《芬‧馬六明在長城行走》於2022年在香港M+博物館中展出

生於湖北省黃石市，有兩個哥哥。1981年開始學習繪畫，1987年入讀湖北美術學院油畫系，老師為蔡二和，1991年畢業。於1993年，他辭去工作，搬至北京東村，以「芬‧馬六明」之名開始他的創作生涯。
一天晚上，在朋友的勸說下，馬六明化了個女妝，當他在鏡子面前看到這樣的自己時，大吃一驚。之後馬六明便開始化妝。他雖然有著男性的身驅，但樣貌清秀，加上披著長髮，被人認為是「男身女相」、「雌雄同體」。
當年，馬六明和同為行為藝術家的好友蒼鑫、張洹都是當地公安局的常客。1994年所創作的《芬·馬六明的午餐》令其聲名大噪，但由於是在裸體的情況下表演，被鄰居投訴，結果被公安以「不雅暴露」的罪名拘捕，過了兩個月後才被釋放。因為馬六明的這件事，許多東村的藝術家開始逃亡。
1995年，他和東村其他9位藝術家前往一座沒有名字的山，在山上以裸體的形式「壘羅漢」，創作出作品《为无名山增高一米》。該作品在威尼斯雙年展展出後獲得巨大回響，身為創作者之一的馬六明也在國際上開始有點名氣。但成名之後，卻衍生出關於此作品的版權問題。
1998年，裸體的馬六明走在長城上進行行為展演，成就出他最廣為人知的作品《芬‧馬六明在長城行走》。
在此之後，馬六明亦創作了很多作品，行為藝術的有《芬‧馬六明1997在多倫多》、《芬‧馬六明1999年在瑞士》等，油畫有《十分之一秒》、《寶貝》系列等，而攝影作品有《與吉爾伯特和喬治的對話》。
馬六明在2002年之後已經不再進行行為展演，現時作品多以繪畫為主，例如《寶貝》系列。目前他一共創作出125個不同類型的作品。由於馬六明主要在海外進行展覽，所以他在中國的名氣並不是很高。現於北京工作。

## 評價
成都當代美術館前館長吕澎批評馬六明的作品以男扮女装的方式，表達出對性的不確定性以及荒誕感。
華東師範大學美術學院教授張曉凌則評價馬六明的作品表達出人性中的異化、悖論、錯位、病態以及傷害感。